# Bacus (Caravaggio)
Bacus (en italià, Bacco) és un quadre del pintor italià Caravaggio. Està pintat a l'oli sobre llenç i té unes dimensions de 98 cm d'alt per 84 d'ample. Es conserva en la Galeria dels Uffizi de Florència, Itàlia.

## Història
La datació no n'és segura, alguns autors la situen entre 1596 i 1597 i altres cap al 1598.
Bacus fou pintat poc després que Caravaggio s'unira a la casa del seu primer patró, el cardenal Francesco Maria del Monte, i reflecteix els interessos humanistes del cercle del cardenal.
Sembla que el cardenal li l'encarregà per regalar-lo a Ferran I de Mèdici per les noces del fill Cosme II. La imatge al·ludiria irònicament a la coneguda frugalitat del gran duc, que era fins i tot abstemi.

## Anàlisi
La pintura representa un jove déu Bacus, reclinat a la manera clàssica amb raïms i fulles de parra als cabells, agafant el cordill de la toga que el cobreix. Damunt una taula de pedra al seu davant hi ha un bol de fruita i un pitxer de cristall amb vi; amb la mà esquerra ofereix a l'espectador un calze o copa plana i ampla, aparentment convidant a l'espectador a unir-se a ell.
El vi s'ha servit fa poc, com indica la bromera en la gerra, mentre que Bacus sosté el calze amb poca seguretat, com mostren les vibracions; les galtes, com les mans, estan roges i contrasten amb la pal·lidesa de la pell, indicant un estat de lleu embriaguesa.

Maurizio Calvesi proposa interpretar aquest i els altres quadres de gènere al·legòric i mitològic com les veritables «metamorfosis poètiques del tema sagrat», d'acord amb la contemporània concepció esotericoreligiosa. En aquest quadre, la androgínia del subjecte ha d'entendre's com a unió de contraris i, per tant, harmonia, pròpia de la divinitat, mentre que Bacus, déu mort i ressuscitat, preanuncia simbòlicament la vinguda i el sacrifici de Crist, que ofereix el calze de la salvació, com Bacus ací ofereix el calze. Giovanni Baglione, biògraf de Caravaggio, en Le Vite de' Pittori, Scultori, Architetti, ed Intagliatori del 1642, escriu que Caravaggio 
| « | feu alguns quadrets de si mateix retratat a l'espill. I el primer en fou un Bacus amb alguns grans de raïm | » |

 al·ludint al costum de pintar davant d'una imatge reflectida a l'espill, per això Bacus té la copa a la mà esquerra, malgrat l'obvi esforç que li suposa al model.
L'ús d'un espill per ajudar el pintor mentre treballa del natural elimina la necessitat de dibuix. L'artista anglés David Hockney feu dels mètodes de treball de Caravaggio el tema central de la seua tesi (coneguda com la tesi Hockney-Falcó): que els artistes del Renaixement i posteriors utilitzaren alguna mena de càmera lúcida.
A causa de la sensual poesia de la pintura de Caravaggio, seria desencertat pensar en una caricatura o disfressa. Encara que no fora aquesta la pretensió de Caravaggio, hi ha humor en aquesta pintura. El Bacus enrogit és un retrat adequat d'un adolescent mig ebri vestit amb un llençol i recolzant en un matalàs al palau romà del cardenal, però resulta menys convincent com a déu grecoromà. No és Bacus, sinó un individu qualsevol disfressat de Bacus, que mira a l'espectador.
Caravaggio tracta temes tradicionals, tant sacres com profans, però no de la manera habitual en l'alt Renaixement i el manierisme, sinó trivialitzant-los: una deïtat pagana s'ha transformat en un calavera equívoc, efeminat i d'ungles brutes.
La fruita i el pitxer han cridat més l'atenció dels experts que Bacus. La fruita, perquè la majoria de les peces són incomestibles, la qual cosa, segons alguns crítics, simbolitza la fugacitat de les coses mundanes. La gerra, perquè després de netejar-ne la pintura, aparegué al vidre un petit retrat de l'artista treballant en el seu cavallet.

## Detalls

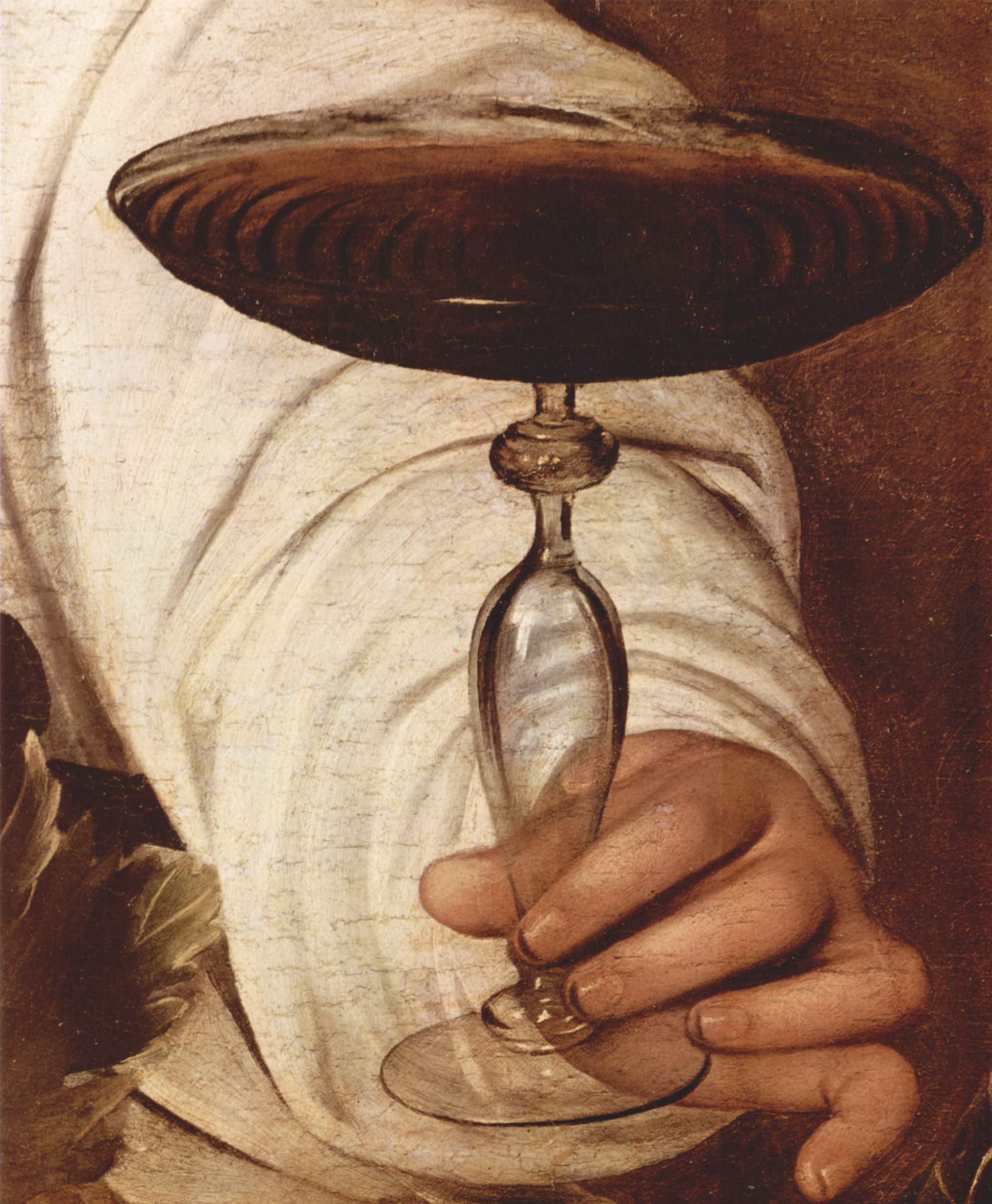
Mà amb el calze.
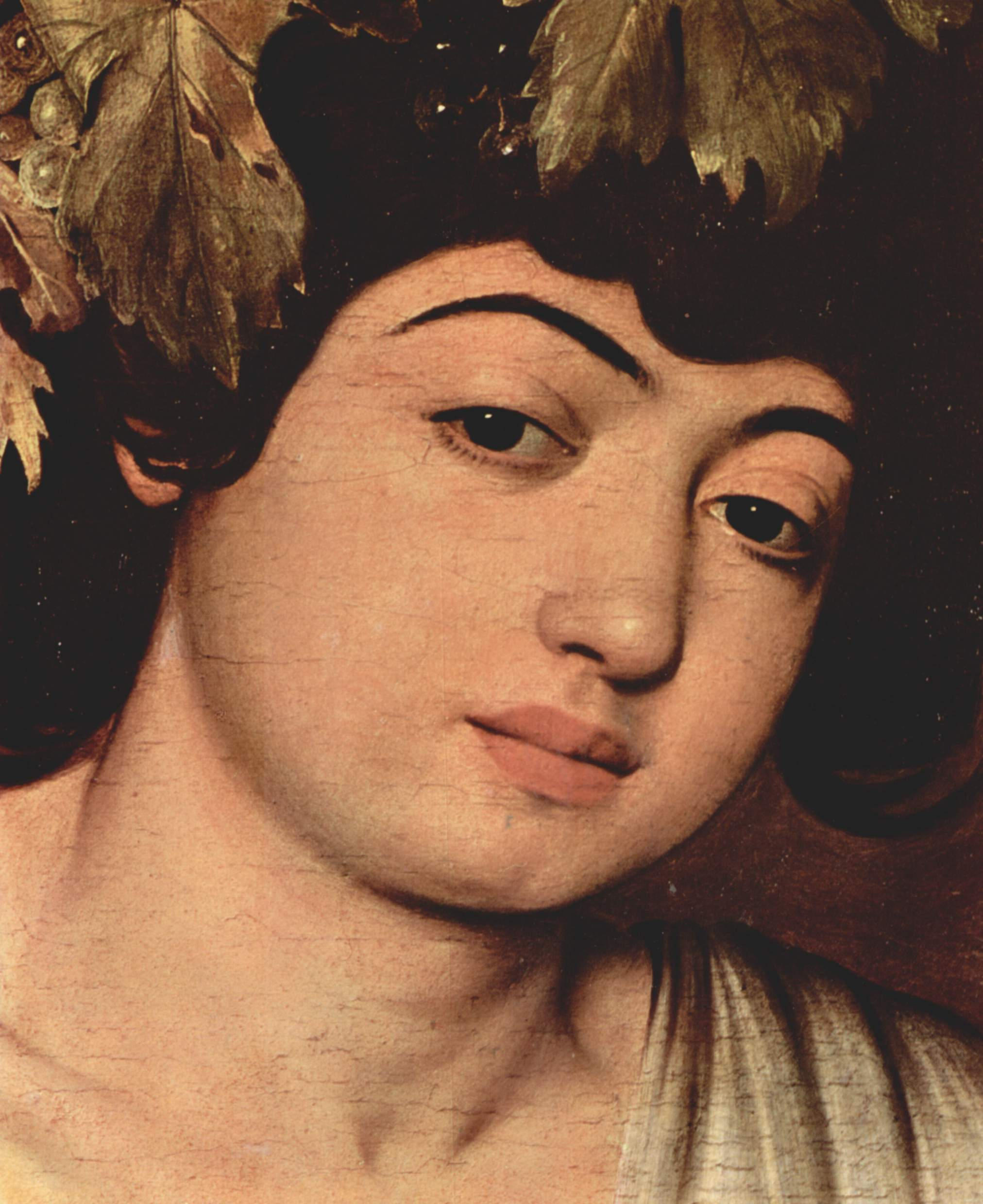
Rostre.